# Memorial Cup 1922
Der Memorial Cup 1922 war die vierte Austragung des gleichnamigen Turniers. Teilnehmende Mannschaften waren als Meister ihrer jeweiligen Ligen die Regina Patricias (Saskatchewan Junior Hockey League) und die Fort William War Veterans (Ontario Hockey Association). Der Turniermodus sah zwei Partien vor, in denen der Sieger ausschließlich anhand der erzielten Tore ermittelt wurde.
Die Fort William War Veterans gewannen bei ihrer ersten und einzigen Finalteilnahme nach zwei Spielen mit 8:7 Toren den Memorial Cup. Das Turnier wurde erstmals nicht in Toronto ausgetragen, sondern im Shea’s Amphitheatre in Winnipeg. Für die Patricias war es nach 1919 die zweite Finalniederlage.

## Ergebnisse
Im ersten Spiel der Serie lagen die Fort William War Veterans nach den ersten Drittel mit 3:1 Toren in Führung. Im zweiten Spielabschnitt schoss Reginas Spieler Syl Acaster drei Tore, einen so genannten Hattrick. Im letzten Drittel erzielte Clark Whyte zwei weitere Tore für die War Veterans und somit auch den Siegtreffer.
| 20. März 1922 | Fort William War Veterans | 5:4 (3:1, 0:3, 2:0) | Regina Patricias | Shea’s Amphitheatre, Winnipeg |

In der zweiten Partie dieser Serie erwies sich erneut Clark Whyte als entscheidender Spieler für die Veterans; der Spieler erzielte alle drei Tore für sein Team. Für die Regina Patricias schoss Syl Acaster zwei Tore, außerdem traf Harvey Naismith ein Mal.
| 22. März 1922 | Fort William War Veterans | 3:3 (-:-, -:-, 0:0) | Regina Patricias | Shea’s Amphitheatre, Winnipeg |

## Memorial-Cup-Sieger
Die Mannschaft der Fort William War Veterans bestand aus den Spielern Walter Adams, Johnny Bates, Jerry Bourke, Ted D’Arcy, John Enwright, Alex Philips, Fred Thornes und Clark Whyte. Manager und Trainer des Teams war Stan Bliss.